# Peter A. Ziegler
Peter Alfred Ziegler (* 2. November 1928 in Winterthur; † 19. Juli 2013 in Binningen) war ein Schweizer Geologe.

## Leben
Ziegler wurde 1955 an der Universität Zürich bei Rudolf Trümpy in Geologie promoviert und war dann Explorationsgeologe in der Ölindustrie, zunächst für französische und US-amerikanische Gesellschaften in Israel, Madagaskar und Algerien, dann für Shell in Kanada, ab 1970 für das Shell Hauptquartier in den Niederlanden, wo er die Öl- und Gas-Exploration in der Nordsee überwachte. Als Teilresultat veröffentlichte er 1982 den Geological Atlas of Western and Central Europe (Shell und Elsevier), in 2. Auflage 1990 erschienen. 
1988 ging er bei Shell in den Ruhestand und wurde 1992 Honorarprofessor an der Universität Basel, ab 1996 als Titularprofessor für Globale Geologie. Ausserdem unterrichtete er an der Freien Universität Amsterdam. Er war an verschiedenen internationalen Forschungsvorhaben beteiligt, unter anderem als Initiator und Koordinator des Eucor-Urgent Projekts von 1999 bis 2008, das sich mit der Evolution und Tektonik des Oberrheingrabens befasste.
Er befasste sich mit Intra-Platten-Tektonik und tektonischer Entwicklung von Sedimentbecken (mit Anwendungen in der Erdölgeologie) und mit der phanerozoischen Entwicklung Europas.
2013 sprach er sich als Klimaskeptiker dafür aus, dass nicht das Kohlendioxid, sondern die Sonne für die Erderwärmung verantwortlich sei. Mit anderen Klimaskeptikern bereitete er dazu ein Sonderheft von Energy and Environment vor.

## Ehrungen
- Foumarier-Medaille der Belgischen Geologischen Gesellschaft
- Van-Waterschot-van-der-Gracht-Medaille der Königlichen Geologischen und Bergbau-Gesellschaft der Niederlande
- William Smith Medal der Geological Society of London
- Neville George Medal der Geological Society of Glasgow
- Stephan-Mueller-Medaille der European Geosciences Union (1998)
- Leopold-von-Buch-Plakette der Deutschen Geologischen Gesellschaft
- Kapitza-Medaille der Russischen Akademie für Naturforschung
- Robert Dott Sr. Memorial Award der American Association of Petroleum Geologists für das Memoir Nr. 43 (Evolution of the Arctic-North Atlantic and the Western Tethys) der American Association of Petroleum Geologists (1988) und den Special Commendation Award
- Ehrendoktorat der Lomonossow-Universität (1997)
- Ehrendoktorat TU Delft (2001).

Ziegler war Ehrenmitglied der American Association of Petroleum Geologists, der Geological Society of London, der European Geosciences Union und der polnischen geologischen Gesellschaft. Er war Mitglied der Polnischen Akademie der Wissenschaften, der Königlich Niederländischen Akademie der Wissenschaften, der Russischen Akademie für Naturwissenschaft (Russian Academy of Natural Sciences) und der Academia Europaea (1990). Er ist lebenslanges Mitglied des Bureaus des International Lithosphere Programs.
2008 ehrte ihn die Schweizer geologische Gesellschaft mit einem Symposium zum 80. Geburtstag Deep Earth – from Crust to Core (Lugano, 23. November 2008).

## Schriften (Auswahl)
- Evolution of Laurussia. A Study in Late Palaeozoic Plate Tectonics. Kluwer, Dordrecht u. a. 1989, ISBN 0-7923-0428-4.
- Evolution of the Arctic-North Atlantic and the Western Tethys (= American Association of Petroleum Geologists. Memoir. Bd. 43 = Publication of the International Lithospere Program 0144). American Association of Petroleum Geologists, Tulsa OK 1988, ISBN 0-89181-320-9.
- Geological Atlas of Western and Central Europe. Shell International Petroleum Maatschappij u. a., Den Haag 1982, ISBN 0-444-42084-3 (2nd and completely revised edition. ebenda 1990, ISBN 90-6644-125-9).
- Geologic evolution of the North Sea and its tectonic framework. In: The American Association of Petroleum Geologists Bulletin. Band 59, Nr. 7, July 1975, S. 1073–1097.